# Jurgen Bardhi
Jurgen Bardhi (Fushë Krujë, 6 novembre 1997) è un calciatore albanese, centrocampista o attaccante dell'Ümraniyespor.

## Carriera

### Nazionale
Debutta con la maglia della nazionale albanese Under-21 il 12 novembre 2015 nella partita valida per le qualificazioni all'europeo 2017, persa per 4 a 0 contro il Portogallo Under-21 subentrando nel secondo tempo.

## Statistiche

### Presenze e reti nei club
Statistiche aggiornate al 15 marzo 2025.
| Stagione                | Squadra                 | Campionato              | Campionato | Campionato | Coppe nazionali | Coppe nazionali | Coppe nazionali | Coppe continentali | Coppe continentali | Coppe continentali | Altre coppe | Altre coppe | Altre coppe | Totale | Totale |
| Stagione                | Squadra                 | Comp                    | Pres       | Reti       | Comp            | Pres            | Reti            | Comp               | Pres               | Reti               | Comp        | Pres        | Reti        | Pres   | Reti   |
| ----------------------- | ----------------------- | ----------------------- | ---------- | ---------- | --------------- | --------------- | --------------- | ------------------ | ------------------ | ------------------ | ----------- | ----------- | ----------- | ------ | ------ |
| 2014-2015               | Partizani Tirana        | KS                      | 4          | 0          | CA              | 2               | 0               | -                  | -                  | -                  | -           | -           | -           | 6      | 0      |
| 2015-2016               | Partizani Tirana        | KS                      | 17         | 0          | CA              | 4               | 0               | UEL                | 0                  | 0                  | -           | -           | -           | 21     | 0      |
| 2016-2017               | Partizani Tirana        | KS                      | 24         | 2          | CA              | 3               | 1               | UCL+UEL            | 2+3                | 0                  | -           | -           | -           | 32     | 3      |
| 2017-2018               | Partizani Tirana        | KS                      | 34         | 4          | CA              | 6               | 2               | UEL                | 1                  | 0                  | -           | -           | -           | 41     | 6      |
| 2018-2019               | Partizani Tirana        | KS                      | 30         | 5          | CA              | 4               | 1               | UEL                | 2                  | 0                  | -           | -           | -           | 36     | 6      |
| 2019-2020               | Partizani Tirana        | KS                      | 32         | 3          | CA              | 2               | 0               | UCL+UEL            | 0+1                | 0                  | SA          | 1           | 0           | 36     | 3      |
| 2020-2021               | Partizani Tirana        | KS                      | 34         | 5          | CA              | 3               | 0               | -                  | -                  | -                  | -           | -           | -           | 37     | 5      |
| lug. 2021               | Partizani Tirana        | KS                      | 0          | 0          | CA              | 0               | 0               | UECL               | 4                  | 0                  | -           | -           | -           | 4      | 0      |
| Totale Partizani Tirana | Totale Partizani Tirana | Totale Partizani Tirana | 175        | 19         |                 | 24              | 4               |                    | 13                 | 0                  |             | 1           | 0           | 213    | 23     |
| 2021-2022               | Tuzlaspor               | 1L                      | 33         | 4          | CT              | 1               | 0               | -                  | -                  | -                  | -           | -           | -           | 34     | 4      |
| 2022-2023               | Keçiörengücü            | 1L                      | 33         | 0          | CT              | 2               | 0               | -                  | -                  | -                  | -           | -           | -           | 35     | 0      |
| 2023-2024               | Keçiörengücü            | 1L                      | 33         | 3          | CT              | 1               | 0               | -                  | -                  | -                  | -           | -           | -           | 34     | 3      |
| Totale Keçiörengücü     | Totale Keçiörengücü     | Totale Keçiörengücü     | 66         | 3          |                 | 3               | 0               |                    | -                  | -                  |             | -           | -           | 69     | 3      |
| 2024-2025               | Ümraniyespor            | 1L                      | 29         | 1          | CT              | 2               | 1               | -                  | -                  | -                  | -           | -           | -           | 31     | 2      |
| Totale carriera         | Totale carriera         | Totale carriera         | 303        | 27         |                 | 30              | 5               |                    | 13                 | 0                  |             | 1           | 0           | 347    | 32     |

### Cronologia presenze e reti in nazionale
| Cronologia completa delle presenze e delle reti in nazionale ― Albania under 21 | Cronologia completa delle presenze e delle reti in nazionale ― Albania under 21 | Cronologia completa delle presenze e delle reti in nazionale ― Albania under 21 | Cronologia completa delle presenze e delle reti in nazionale ― Albania under 21 | Cronologia completa delle presenze e delle reti in nazionale ― Albania under 21 | Cronologia completa delle presenze e delle reti in nazionale ― Albania under 21 | Cronologia completa delle presenze e delle reti in nazionale ― Albania under 21 | Cronologia completa delle presenze e delle reti in nazionale ― Albania under 21 |
| Data                                                                            | Città                                                                           | In casa                                                                         | Risultato                                                                       | Ospiti                                                                          | Competizione                                                                    | Reti                                                                            | Note                                                                            |
| ------------------------------------------------------------------------------- | ------------------------------------------------------------------------------- | ------------------------------------------------------------------------------- | ------------------------------------------------------------------------------- | ------------------------------------------------------------------------------- | ------------------------------------------------------------------------------- | ------------------------------------------------------------------------------- | ------------------------------------------------------------------------------- |
| 12-11-2015                                                                      | Arouca                                                                          | Portogallo under 21                                                             | 4 – 0                                                                           | Albania under 21                                                                | Qual. Europeo Under-21 2017                                                     | -                                                                               | 63’                                                                             |
| 16-11-2015                                                                      | Tirana                                                                          | Albania under 21                                                                | 2 – 0                                                                           | Liechtenstein under 21                                                          | Qual. Europeo Under-21 2017                                                     | -                                                                               | 46’                                                                             |
| 20-5-2016                                                                       | Zell am See                                                                     | Rep. Ceca under 21                                                              | 1 – 1                                                                           | Albania under 21                                                                | Amichevole                                                                      | -                                                                               | 88’                                                                             |
| 10-10-2016                                                                      | Petah Tiqwa                                                                     | Israele under 21                                                                | 4 – 0                                                                           | Albania under 21                                                                | Qual. Europeo Under-21 2017                                                     | -                                                                               | 83’                                                                             |
| 23-3-2018                                                                       | Tirana                                                                          | Albania under 21                                                                | 2 – 3                                                                           | Slovacchia under 21                                                             | Qual. Europeo Under-21 2019                                                     | -                                                                               | 51’                                                                             |
| Totale                                                                          |                                                                                 | Presenze                                                                        | 5                                                                               |                                                                                 | Reti                                                                            | 0                                                                               |                                                                                 |

## Palmarès

### Club

#### Competizioni nazionali
- Campionato albanese: 1

Partizani Tirana: 2018-2019
- Supercoppa d'Albania: 1

Partizani Tirana: 2019